# Da'Vine Joy Randolph
Da'Vine Joy Randolph,  est une actrice et chanteuse américaine née le 21 mai 1986. Elle est principalement connue pour son rôle d'Oda Mae Brown dans la production Ghost the Musical.
Elle est apparue dans plusieurs productions à la télévision, comme Empire, This Is Us, Only Murders in the Building ou encore The Idol, et aussi au cinéma, notamment dans les films Dolemite Is My Name (2019) et Bayard Rustin (2023).
Elle reçoit de nombreuses nominations et gagne l'Oscar de la meilleure actrice dans un second rôle pour Winter Break en 2023.

## Biographie
Da'Vine Joy Randolph a grandi à Philadelphie et à Hershey, en Pennsylvanie. Elle est allée à Temple University pour se concentrer sur sa performance vocale, mais dans sa première année, elle a décidé de changer de domaine pour Théâtre Musical. Après avoir obtenu son diplôme de Temple, elle est allée à Yale School of Drama. Elle est diplômée de Yale en 2011. Elle a étudié Shakespeare à la British American Drama Academy pendant un été.

## Carrière
Randolph a auditionné pour un rôle de doublure à Broadway dans Ghost the Musical, mais les producteurs ont décidé de la prendre dans le rôle principal d'Oda Mae Brown. Son premier concert a eu lieu le vendredi 16 décembre 2011 et elle a continué à partager le rôle de doublure de Lisa Davina Phillip jusqu'au début de janvier 2012, lorsque Clarke est revenue. Grâce à la comédie musicale qui débute sa représentation en 2012, Randolph est nommée pour le Tony Award de la meilleure actrice dans une comédie musicale.
En 2013, elle commence sa carrière au cinéma dans le film Mother of George d'Andrew Dosunmu. L'année d'après, elle joue une infirmière dans la comédie dramatique Deuxième Chance à Brooklyn avec Robin Williams. Mais ce sera lorsqu'elle interprète le rôle de Charmonique Whitaker (un de ses rôles préférés qu'elle a jouée) dans la sitcom Selfie avec Karen Gillan et John Cho qui la fera connaître. La série est finalement annulée au bout d'une saison malgré l'opinion des fans très attachés à la série.
Entre 2015 et 2017, Randolph est la voix de Christine dans la série Netflix Le Show de M. Peabody et Sherman. Elle apparaît aussi en tant qu'invité dans plusieurs sériés tels que The Good Wife en 2014, mais en 2016, elle obtient un rôle récurrent dans la série dramatique This Is Us et un rôle principal dans la série People of Earth jusqu'en 2017. Randolph tient aussi un rôle récurrent dans la série musicale Empire de 2017 à 2018 et Becoming a God en 2019.
Finalement, son rôle de Lady Reed dans Dolemite Is My Name (2019) avec Eddie Murphy la révèlera au grand public. Pour cette performance, elle reçoit des nominations dans de nombreuses cérémonies, notamment les NAACP Image Awards dans la catégorie de la meilleure actrice dans un second rôle. L'année suivante, elle joue dans Kajillionaire et rejoint la distribution principale de la série High Fidelity. Pendant ce temps, elle fait du doublage dans plusieurs séries d'animations comme Madagascar : La savane en délire de 2020 à 2022, mais aussi dans les films d'animation Les Trolls 2 : Tournée mondiale (2020) et Le Chat potté 2 : La Dernière Quête (2022).
Après avoir apparu dans les films Billie Holiday, une affaire d'État et Le Secret de la Cité Perdue (2022), elle obtient un rôle principal dans la sitcom The Last O.G.. Depuis 2021, elle interprète le détective Williams dans la comédie Only Murders in the Building avec Selena Gomez, Steve Martin et Martin Short. En 2023, elle interprète la manageur d'une pop star dans la mini-série The Idol qui sera bâchée par les critiques et le public.
La même année, elle joue Mary Lamb, une cantinière en deuil après la mort de son fils dans le film Winter Break. Sa performance est saluée par les critiques et reçoit de nombreuses nominations et récompenses dans la catégorie de la meilleure actrice dans un second rôle pour plusieurs cérémonies, notamment aux Oscars, aux Golden Globes, aux BAFTAs, aux Critics' Choice Movie Awards et aux Screen Actors Guild Awards. Elle interprète plus tard la chanteuse de gospel Mahalia Jackson dans le film politique Bayard Rustin. Elle rejoint le casting du film d'action comique Bride Hard avec Rebel Wilson.
Da’Vine Joy Randolph a été nommée parmi les 100 personnes les plus influentes en 2024 par le Times Magazine, dans la catégorie artiste.

## Filmographie

### Cinéma
- 2013 : Mother of George d'Andrew Dosunmu : Marsea
- 2013 : The Purge : The Morning After (court métrage) de Johnny Ray Gill : De'Shodranique
- 2013 : A Long Walk (court métrage) de Chinonye Chukwu : Maman
- 2014 : Deuxième chance à Brooklyn (The Angriest Man in Brooklyn) de Phil Alden Robinson : infirmière Rowan
- 2016 : The Secrets of Emily Blair de Joseph P. Genier : Fran
- 2016 : Joyeux Bordel ! (Office Christmas Party) de Josh Gordon et Will Speck : Carla
- 2016 : H.R. Holiday Rules (court métrage) de Marcus Perry : Carla
- 2017 : LaZercism (court métrage) de Shaka King
- 2019 : Dolemite Is My Name de Craig Brewer : Lady Reed
- 2020 : Kajillionaire de Miranda July : Jenny
- 2020 : The Last Shift d'Andrew Cohn : Shazz
- 2020 : Les Trolls 2 : Tournée mondiale (Trolls World Tour) de Walt Dohrn et David P. Smith : Bliss Marina / Sheila B le ballon fleur (voix)
- 2020 : Mama Got A Cough de Jordan E. Cooper : Yolanda
- 2021 : The Guilty d'Antoine Fuqua : la déléguée à la cogénération (voix)
- 2021 : Billie Holiday, une affaire d'État (The United States vs. Billie Holiday) de Lee Daniels : Roslyn
- 2022 : Le Secret de la Cité perdue (The Lost City) d'Aaron et Adam Nee : Beth Hatten
- 2022 : Parée pour percer (On the Come Up) de Sanaa Lathan : Tante Winnie
- 2022 : Le Chat potté 2 : La Dernière quête (Puss in Boots : The Last Wish) de Joel Crawford et Januel Mercado : Mama Luna (voix)
- 2023 : A Little White Lie de Michael Maren : Delta Jones
- 2023 : Bayard Rustin (Rustin) de George C. Wolfe : Mahalia Jackson
- 2023 : Winter Break d'Alexander Payne : Mary Lamb
- 2025 : Golden de Michel Gondry (sortie annulée)
- 2025 : Shadow Force de Joe Carnahan : tante Clanter
- 2025 : Eternity de David Freyne
- 2025 : Bride Hard (en) de Simon West : Lydia
- 2026 : The Gallerist

### Télévision
- 2013 : The Good Wife : Margie (1 épisode)
- 2013 : Brenda Forever (téléfilm, court métrage) de David Wain : Pearl
- 2014 : See Dad Run : Mrs Rotschild (1 épisode)
- 2014 : Selfie : Charmonique Whitaker
- 2015 : Life in Pieces : Janice (1 épisode)
- 2015-2017 : Le Show de M. Peabody et Sherman : Christine, Abby Fisher (voix)
- 2016 : This Is Us : Tanya (3 épisodes)
- 2016-2017 : People of Earth : Yvonne Watson
- 2017 : Veep : Roberta Winston (1 épisode)
- 2017-2018 : Empire : Poundcake (7 épisodes)
- 2019 : Becoming a God : Rhonda
- 2020 : High Fidelity : Cherise
- 2020-2022 : Madagascar : La savane en délire : Ranger Hoof (voix)
- 2021 : Cinema Toast : Vivian (voix, 1 épisode)
- 2021 : Tuca & Bertie : le toucan tamarin (voix, 2 épisodes)
- 2021 : Ultra City Smiths: Détective Gail Johnson (voix)
- 2021 : Les Trolls des fêtes enchantées (téléfilm) de Sean Charmatz et Tim Heitz : le ballon à visage de fleur (voix)
- 2021 : The Last O.G. : Shaveese "Veesy" Diggs
- 2021-2022 : Chicago Party Aunt : Tina (voix)
- 2022 : Fairfax : Jan / Dr Jacket
- depuis 2021 : Only Murders in the Building : inspectrice Donna Williams
- 2023 : The Idol : Destiny

## Théâtre
- 2007 : Hair : Tribe
- 2010 : The Servant of Two Masters : Claire
- 2012 : Ghost the Musical : Oda Mae Brown
- 2013 : The Cradle Will Rock : interprète

## Distinctions

### Récompenses
- Kansas City Film Critics Circle Awards 2019 : Meilleure actrice dans un second rôle pour Dolemite Is My Name
- AAFCA Awards 2020 : Meilleure actrice dans un second rôle pour Dolemite Is My Name
- Black Reel Awards 2020 : 
  - Meilleure actrice dans un second rôle pour Dolemite Is My Name
  - Meilleure révélation pour Dolemite Is My Name
- Boston Society of Film Critics Awards 2023 : Meilleure actrice dans un second rôle pour Winter Break
- Celebration of Cinema and Television 2023 : Meilleure actrice dans un second rôle pour Winter Break
- Chicago Film Critics Association Awards2023 : Meilleure actrice dans un second rôle pour Winter Break
- Dallas-Fort Worth Film Critics Association Awards 2023 : Meilleure actrice dans un second rôle pour Winter Break
- Greater Western New York Film Critics Association 2023 : Meilleure actrice dans un second rôle pour Winter Break
- Iowa Film Critics Association 2023 : Meilleure actrice dans un second rôle pour Winter Break
- Las Vegas Film Critics Society 2023 : Meilleure actrice dans un second rôle pour Winter Break
- Los Angeles Film Critics Association Awards 2023 : Meilleure actrice dans un second rôle pour Winter Break
- 2023 : Michigan Movie Critics Guild : Meilleure actrice dans un second rôle pour Winter Break
- National Board of Review Awards 2023 : Meilleure actrice dans un second rôle pour Winter Break
- Astra Awards 2024 : Meilleure actrice dans un second rôle pour Winter Break
- 2024 : Georgia Film Critics Association (en) : Meilleure actrice dans un second rôle pour Winter Break
- London Film Critics Circle Awards 2024 : Meilleure actrice dans un second rôle pour Winter Break
- Critics' Choice Awards 2024 : Meilleure actrice dans un second rôle pour Winter Break
- Golden Globes 2024 : Meilleure actrice dans un second rôle pour Winter Break
- Film Independent's Spirit Awards 2024 : Meilleure performance d'une personne dans un second rôle pour Winter Break
- BAFTA 2024 : Meilleure actrice dans un second rôle pour Winter Break
- Oscars 2024 : Meilleure actrice dans un second rôle pour Winter Break

### Nominations
- Tony Awards 2012 : Meilleure actrice dans un second rôle dans Ghost the Musical
- Columbus Film Critics Association 2023 : Meilleure performance d'une personne dans un second rôle pour Winter Break
- Florida Film Critics Circle Awards 2023 : Meilleure actrice dans un second rôle pour Winter Break